# Керу, Рене
Рене Поль Мартьяль Керу (фр. René Paul Martial Queyroux, 22 декабря 1927 — 10 августа 2002) — французский фехтовальщик-шпажист, призёр Олимпийских игр и чемпионатов мира.

## Биография
Родился в 1927 году в Аллюэне. В 1955 году стал серебряным призёром чемпионата мира. В 1956 году принял участие в Олимпийских играх в Мельбурне, где завоевал бронзовую медаль в составе команды, а в личном первенстве стал 6-м. В 1958 и 1959 годах становился бронзовым призёром чемпионата мира. На чемпионате мира 1963 года стал обладателем серебряной медали.